# لوتون شيلتون
لوتون شيلتون (بالإنجليزية: Luton Shelton) (مواليد 11 نوفمبر 1985 في كينغستون - 22 يناير 2021) لاعب كرة قدم جامايكي دولي يجيد اللعب في خط الوسط. لعب لصالح نادي فاليرينغا النرويجي منذ 2008 إلى 2011.

## روابط خارجية
- لوتون شيلتون على موقع الاتحاد الدولي (مؤرشف)  (الإنجليزية)
- لوتون شيلتون على موقع اتحاد تركيا (لاعب) (الإنجليزية)
- لوتون شيلتون على موقع قاعدة بيانات كرة القدم.إي يو (الإنجليزية)
- لوتون شيلتون على موقع ناشيونال فوتبول تيمز (الإنجليزية)
- لوتون شيلتون على موقع Soccerbase.com (لاعب) (الإنجليزية)
- لوتون شيلتون على موقع Soccerway.com (الإنجليزية)
- لوتون شيلتون على موقع عالم كرة القدم.نت (الإنجليزية)
- لوتون شيلتون على موقع كووورة